# Le Mené
Le Mené è un comune francese di 6 398 abitanti del dipartimento delle Côtes-d'Armor nella regione della Bretagna.
È stato creato il 1º gennaio 2016 dalla fusione dei preesistenti comuni di Collinée, Le Gouray, Langourla, Plessala, Saint-Gilles-du-Mené, Saint-Gouéno e Saint-Jacut-du-Mené.
Il capoluogo è la località di Collinée.